# Jieyang
Jieyang (em chinês 揭阳) é uma cidade da República Popular da China, localizada na província de Cantão. 